# インフルエンサー (曲)
『インフルエンサー』（Influencer）は、日本の女性アイドルグループ乃木坂46の楽曲。2017年3月22日に乃木坂46の17作目のシングルとしてN46Div.から発売された。秋元康が作詞、すみだしんやが作曲した。楽曲のセンターポジションは白石麻衣と西野七瀬が務めた。第59回日本レコード大賞大賞受賞曲。第68回NHK紅白歌合戦歌唱曲。

## 背景とリリース
CDシングルの発売は前作『サヨナラの意味』から約4か月ぶり。2017年2月22日にさいたまスーパーアリーナで開催された『5th YEAR BIRTHDAY LIVE』で表題曲のタイトルが発表され、同年2月27日に斉藤優里がパーソナリティを務めるFM NACK5『The Nutty Radio Show おに魂』で初オンエアされた。その他の収録曲もメンバーが出演する各ラジオ番組で続々と公開された。同年3月17日放送の『ミュージックステーション』（テレビ朝日）で表題曲「インフルエンサー」がテレビ初披露された。
DVD付属のType-A・B・C・D、CDのみの通常盤の5形態で発売。
表題曲のタイトル「インフルエンサー」は「影響を与える」という意味である「influence」に行為者を表す接尾辞「er」が付いたもので「自分は好きな相手の一挙手一投足から影響を受けている」という一途な想いが、星と星の関係性に例えた歌詞で描かれている。楽曲は「ハルジオンが咲く頃」「裸足でSummer」などの表題曲を手がけたAPAZZIが編曲を担当しており、スパニッシュギターやパーカッションが効果的に響く情熱的なナンバーに仕上がっている。
6月28日放送の『テレ東音楽祭2017』（テレビ東京）では、同局の『乃木坂工事中』で共演するバナナマン・日村勇紀が同じく同局の番組『ゴッドタン』の名物キャラクター「ヒム子」と共演し、話題を集めた。4日後の7月2日に明治神宮野球場で開催された「真夏の全国ツアー2017」東京公演でもメンバー・観客へのサプライズとしてアンコールの「インフルエンサー」で日村が登場。さらに大晦日の『第68回NHK紅白歌合戦』でも、副音声の「紅白ウラトークチャンネル」に出演していた日村がNHKホールの客席で踊る様子がメンバーがパフォーマンスするステージ上のモニターに映し出される、という形で3度目の共演となった。北野日奈子は体調不良で休養中のため、伊藤理々杏と岩本蓮加はそれぞれ15歳・13歳のため不参加となった（伊藤と岩本はHey!Say!JUMPが歌っていた時は参加していた）。
同年11月、第59回輝く！日本レコード大賞（TBSテレビ）の優秀作品賞（レコード大賞候補）にノミネートされ、同年12月30日放送の同番組で「日本レコード大賞」を受賞した。

## アートワーク
| Type-A 表 | 白石麻衣                                                                                         |
| Type-A 裏 | 佐々木琴子・能條愛未・山崎怜奈・伊藤かりん                                                       |
| Type-B 表 | 西野七瀬                                                                                         |
| Type-B 裏 | 川村真洋・相楽伊織・伊藤純奈・川後陽菜                                                           |
| Type-C 表 | 秋元真夏・堀未央奈・衛藤美彩・齋藤飛鳥                                                           |
| Type-C 裏 | 和田まあや・鈴木絢音・渡辺みり愛・斎藤ちはる                                                     |
| Type-D 表 | 桜井玲香・若月佑美・生田絵梨花・生駒里奈・松村沙友理・高山一実                                   |
| Type-D 裏 | 佐藤楓・与田祐希・吉田綾乃クリスティー・久保史緖里・梅澤美波・阪口珠美                           |
| 通常盤 表 | 新内眞衣・北野日奈子・星野みなみ・中田花奈・寺田蘭世・伊藤万理華・斉藤優里・樋口日奈・井上小百合 |
| 通常盤 裏 | 伊藤理々杏・岩本蓮加・向井葉月・大園桃子・中村麗乃・山下美月                                     |

## チャート成績
本作は2017年3月21日付のオリコンデイリーCDランキングで推定売上74万3027枚、2017年4月3日付のオリコン週間シングルランキングで推定売上87万4528枚を記録し、それぞれ1位を獲得した。オリコン週間シングルランキングでの首位獲得は、2ndシングル「おいでシャンプー」から16作連続通算16作目となり、シングル通算1位獲得作品数、連続1位獲得作品数でSKE48と並ぶ女性グループ歴代3位タイと2位タイにつけた。
出荷枚数は100万枚を突破し、2017年4月に日本レコード協会からミリオン認定（2017年3月度）された。ミリオン認定は前作「サヨナラの意味」に続いて2作目。
その後も売上を伸ばし続け、発売13週目となる6月26日付週間ランキングで週間3413枚を売り上げたことで、累積売上枚数は100万932枚となり、オリコン調べではグループとして初のミリオンセールスを達成した。

## ミュージック・ビデオ

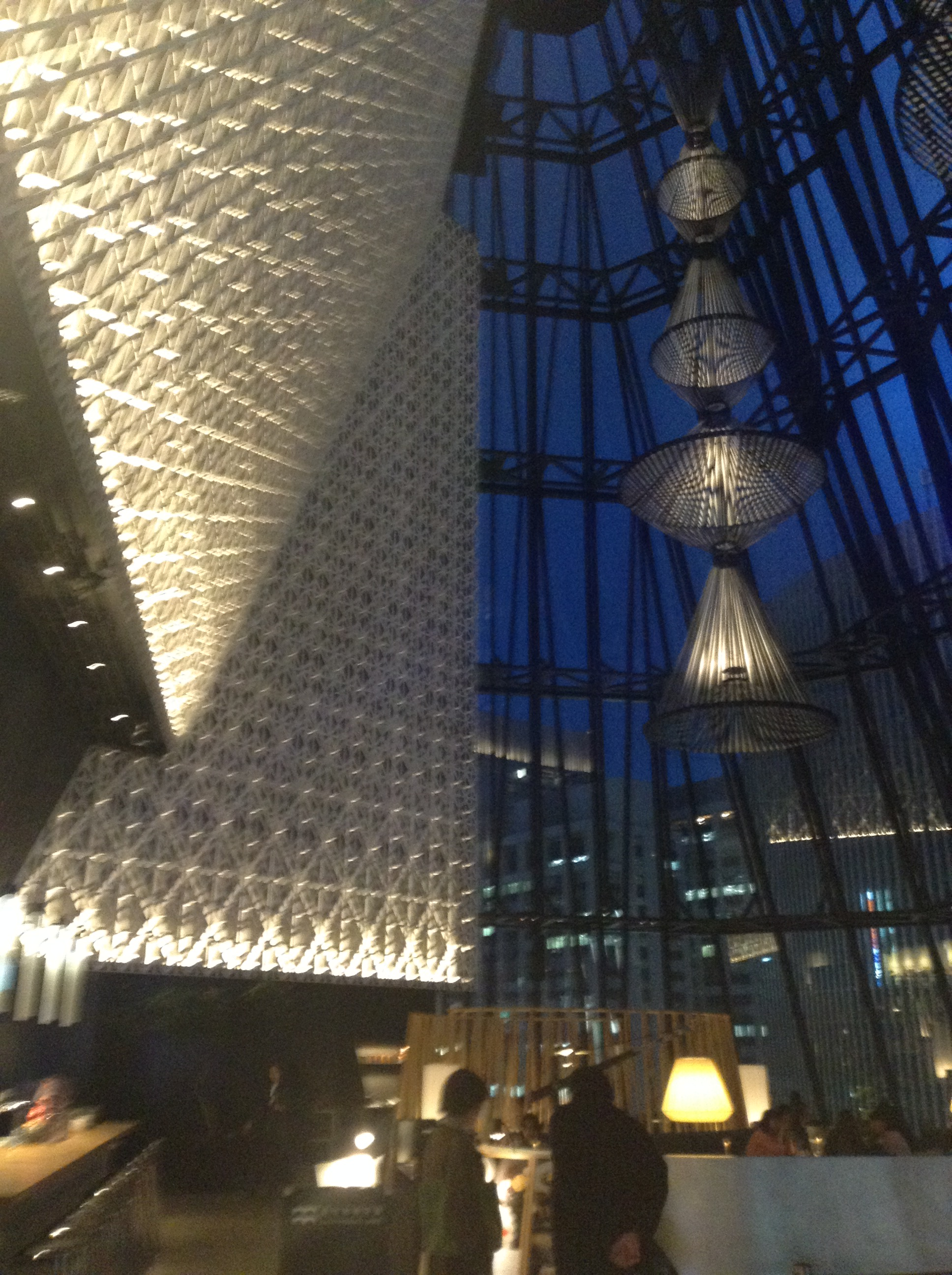
東急プラザ銀座6階のLounge & Cafe（撮影地）

インフルエンサー
監督：丸山健志、振付：Seishiro、衣装：尾内貴美香

2月中旬に東急プラザ銀座などをはじめとする都内で撮影された。乃木坂46史上過去最高の超高速ダンスで彩られており、メンバーは撮影の合間も常に踊り続け、筋肉痛に悩まされながらも撮影は続いた。ダンスが超高速であるがゆえに一度間違えるとやり直しがきかず、間違える度に撮影をやり直した。
意外BREAK
監督：伊藤衆人
2月上旬に埼玉県のカート場を中心に撮影された。普段は格好良い4人の女の子が、カート場ではいつもの事を忘れてレースに夢中になる姿が描かれている。出演しているメンバー4人は、カート初体験でありながら練習を重ねていくうちにドライブテクニックがめきめきと上達。真剣なレースシーンの撮影ということで、2周のレースをした際、松村がコースアウト。待っても待っても松村はゴールに辿り着かず、遠くの方から松村の笑い声が聞こえてくるという笑いの絶えない楽しい撮影現場となった。
Another Ghost
監督：井上強
2月中旬に東京・品川の倉庫を中心に撮影された。ダンスオーディションを受けにきた3人が、次のステップに進むも、自分達が本当に踊りたいダンスを踊る姿が描かれている。本編ラストのダンスシーンでは「しなやかな全身の動きを見てもらいたい」ということで360度カメラを用いた撮影も行われた。
風船は生きている
監督：多田卓也
2月上旬に都内の某公民館で撮影された。法廷を舞台としており、争いをモチーフにした内容になっている。メンバーは裁判長・裁判官、弁護側・検事側に分かれて役を演じている。
三番目の風
監督：岡川太郎
2月中旬に千葉県で撮影された。出番を控えている3期生メンバーに焦点を当て「これからいよいよスタートする」といった内容が描かれている。3期生メンバーにとっては初のミュージック・ビデオ撮影で、演出された映像とともに実際の控え室の様子なども含むドキュメンタリー要素のある作品になっている。

## メディアでの使用
インフルエンサー
はるやま商事「スラテクノスーツ」CMソング。
ディップ「バイトル」『アプリダンス』篇 CMソング。
『My first baito』（フジテレビ系）挿入歌。
アーケードゲーム『キラッとプリ☆チャン』使用楽曲。歌唱は赤城あんな（芹澤優）・緑川さら（若井友希）。
京楽産業『Pぱちんこ 乃木坂46』CMソング。
意外BREAK
BSテレ東『東京パソコンクラブ 〜プログラミング女子のゼロからゲーム作り〜』オープニングテーマ（2023年6月10日 - ）。

## シングル収録トラック

### Type-A
| #         | タイトル                              | 作詞      | 作曲         | 編曲       | 時間  |
| --------- | ------------------------------------- | --------- | ------------ | ---------- | ----- |
| 1.        | 「インフルエンサー」                  | 秋元康    | すみだしんや | APAZZI     | 4:30  |
| 2.        | 「人生を考えたくなる」                | 秋元康    | 片桐周太郎   | 片桐周太郎 | 4:29  |
| 3.        | 「意外BREAK」                         | 秋元康    | すみだしんや | 華原大輔   | 4:15  |
| 4.        | 「インフルエンサー off vocal ver.」   |           | すみだしんや | APAZZI     | 4:30  |
| 5.        | 「人生を考えたくなる off vocal ver.」 |           | 片桐周太郎   | 片桐周太郎 | 4:29  |
| 6.        | 「意外BREAK off vocal ver.」          |           | すみだしんや | 華原大輔   | 4:14  |
| 合計時間: | 合計時間:                             | 合計時間: | 合計時間:    | 合計時間:  | 26:27 |

| #         | タイトル                         | 作詞      | 作曲・編曲 | 監督               | 時間 |
| --------- | -------------------------------- | --------- | ---------- | ------------------ | ---- |
| 1.        | 「インフルエンサー Music Video」 |           |            | 丸山健志           | 4:44 |
| 2.        | 「意外BREAK Music Video」        |           |            | 伊藤衆人           | 4:37 |
| 3.        | 「北野日奈子」                   |           |            | 唐澤哲也           | 5:31 |
| 4.        | 「斎藤ちはる」                   |           |            | ヒロシュー         | 2:38 |
| 5.        | 「佐々木琴子」                   |           |            | あないかずひさ     | 4:05 |
| 6.        | 「高山一実」                     |           |            | 安部裕之           | 5:05 |
| 7.        | 「寺田蘭世」                     |           |            | 島田欣征           | 5:19 |
| 8.        | 「西野七瀬」                     |           |            | 荒船奏廣           | 5:13 |
| 9.        | 「松村沙友理」                   |           |            | 森翔太             | 5:00 |
| 10.       | 「和田まあや」                   |           |            | タナカシンゴ       | 4:20 |
| 11.       | 「岩本蓮加」                     |           |            | 伊藤衆人           | 5:05 |
| 12.       | 「梅澤美波」                     |           |            | 真壁幸紀、飯塚貴士 | 5:04 |
| 13.       | 「久保史緒里」                   |           |            | 頃安祐良           | 5:09 |
| 合計時間: | 合計時間:                        | 合計時間: | 61:50      |                    |      |

### Type-B
| #         | タイトル                              | 作詞      | 作曲                     | 編曲           | 時間  |
| --------- | ------------------------------------- | --------- | ------------------------ | -------------- | ----- |
| 1.        | 「インフルエンサー」                  | 秋元康    | すみだしんや             | APAZZI         | 4:30  |
| 2.        | 「人生を考えたくなる」                | 秋元康    | 片桐周太郎               | 片桐周太郎     | 4:29  |
| 3.        | 「Another Ghost」                     | 秋元康    | 前迫潤哉、Yasutaka.Ishio | Yasutaka.Ishio | 3:53  |
| 4.        | 「インフルエンサー off vocal ver.」   |           | すみだしんや             | APAZZI         | 4:30  |
| 5.        | 「人生を考えたくなる off vocal ver.」 |           | 片桐周太郎               | 片桐周太郎     | 4:29  |
| 6.        | 「Another Ghost off vocal ver.」      |           | 前迫潤哉、Yasutaka.Ishio | Yasutaka.Ishio | 3:51  |
| 合計時間: | 合計時間:                             | 合計時間: | 合計時間:                | 合計時間:      | 25:42 |

| #         | タイトル                         | 作詞      | 作曲・編曲 | 監督                 | 時間 |
| --------- | -------------------------------- | --------- | ---------- | -------------------- | ---- |
| 1.        | 「インフルエンサー Music Video」 |           |            | 丸山健志             | 4:44 |
| 2.        | 「Another Ghost Music Video」    |           |            | 井上強               | 4:10 |
| 3.        | 「生駒里奈」                     |           |            | 寳榮夕貴             | 2:01 |
| 4.        | 「川後陽菜」                     |           |            | 高崎絢斗、宇野まほみ | 3:33 |
| 5.        | 「相楽伊織」                     |           |            | 今泉力哉             | 4:41 |
| 6.        | 「桜井玲香」                     |           |            | 泉田岳               | 5:05 |
| 7.        | 「白石麻衣」                     |           |            | 田村啓介             | 4:20 |
| 8.        | 「新内眞衣」                     |           |            | 原廣利               | 5:37 |
| 9.        | 「能條愛未」                     |           |            | 志真健太郎           | 6:36 |
| 10.       | 「星野みなみ」                   |           |            | 宮本諒               | 5:05 |
| 11.       | 「阪口珠美」                     |           |            | 三宅章太             | 5:13 |
| 12.       | 「佐藤楓」                       |           |            | 伊江なつき           | 2:18 |
| 13.       | 「山下美月」                     |           |            | 山田篤宏             | 5:07 |
| 合計時間: | 合計時間:                        | 合計時間: | 58:30      |                      |      |

### Type-C
| #         | タイトル                              | 作詞      | 作曲             | 編曲               | 時間  |
| --------- | ------------------------------------- | --------- | ---------------- | ------------------ | ----- |
| 1.        | 「インフルエンサー」                  | 秋元康    | すみだしんや     | APAZZI             | 4:30  |
| 2.        | 「人生を考えたくなる」                | 秋元康    | 片桐周太郎       | 片桐周太郎         | 4:29  |
| 3.        | 「風船は生きている」                  | 秋元康    | 泉佳伸、三好翔太 | 早川博隆、三好翔太 | 4:33  |
| 4.        | 「インフルエンサー off vocal ver.」   |           | すみだしんや     | APAZZI             | 4:30  |
| 5.        | 「人生を考えたくなる off vocal ver.」 |           | 片桐周太郎       | 片桐周太郎         | 4:29  |
| 6.        | 「風船は生きている off vocal ver.」   |           | 泉佳伸、三好翔太 | 早川博隆、三好翔太 | 4:32  |
| 合計時間: | 合計時間:                             | 合計時間: | 合計時間:        | 合計時間:          | 27:03 |

| #         | タイトル                         | 作詞      | 作曲・編曲 | 監督           | 時間 |
| --------- | -------------------------------- | --------- | ---------- | -------------- | ---- |
| 1.        | 「インフルエンサー Music Video」 |           |            | 丸山健志       | 4:44 |
| 2.        | 「風船は生きている Music Video」 |           |            | 多田卓也       | 4:44 |
| 3.        | 「伊藤かりん」                   |           |            | 福長亀         | 5:05 |
| 4.        | 「伊藤万理華」                   |           |            | 福島真希       | 4:26 |
| 5.        | 「井上小百合」                   |           |            | 山岸聖太       | 5:25 |
| 6.        | 「衛藤美彩」                     |           |            | 平井健太       | 4:05 |
| 7.        | 「齋藤飛鳥」                     |           |            | 賀内健太郎     | 4:40 |
| 8.        | 「樋口日奈」                     |           |            | アベラヒデノブ | 5:12 |
| 9.        | 「若月佑美」                     |           |            | 脇坂侑希       | 4:17 |
| 10.       | 「渡辺みり愛」                   |           |            | 中村太洸       | 5:05 |
| 11.       | 「伊藤理々杏」                   |           |            | 林隆行         | 5:16 |
| 12.       | 「大園桃子」                     |           |            | 松本動         | 4:59 |
| 13.       | 「中村麗乃」                     |           |            | 吉川英里       | 4:40 |
| 合計時間: | 合計時間:                        | 合計時間: | 62:38      |                |      |

### Type-D
| #         | タイトル                              | 作詞      | 作曲         | 編曲       | 時間  |
| --------- | ------------------------------------- | --------- | ------------ | ---------- | ----- |
| 1.        | 「インフルエンサー」                  | 秋元康    | すみだしんや | APAZZI     | 4:30  |
| 2.        | 「人生を考えたくなる」                | 秋元康    | 片桐周太郎   | 片桐周太郎 | 4:29  |
| 3.        | 「三番目の風」                        | 秋元康    | 丸谷マナブ   | 丸谷マナブ | 5:07  |
| 4.        | 「インフルエンサー off vocal ver.」   |           | すみだしんや | APAZZI     | 4:30  |
| 5.        | 「人生を考えたくなる off vocal ver.」 |           | 片桐周太郎   | 片桐周太郎 | 4:29  |
| 6.        | 「三番目の風 off vocal ver.」         |           | 丸谷マナブ   | 丸谷マナブ | 5:06  |
| 合計時間: | 合計時間:                             | 合計時間: | 合計時間:    | 合計時間:  | 28:11 |

| #         | タイトル                         | 作詞      | 作曲・編曲 | 監督                 | 時間 |
| --------- | -------------------------------- | --------- | ---------- | -------------------- | ---- |
| 1.        | 「インフルエンサー Music Video」 |           |            | 丸山健志             | 4:44 |
| 2.        | 「三番目の風 Music Video」       |           |            | 岡川太郎             | 5:19 |
| 3.        | 「秋元真夏」                     |           |            | 湯浅弘章             | 4:59 |
| 4.        | 「生田絵梨花」                   |           |            | 時間                 | 5:47 |
| 5.        | 「伊藤純奈」                     |           |            | 川島直人             | 5:05 |
| 6.        | 「川村真洋」                     |           |            | 眞山広樹             | 4:50 |
| 7.        | 「斉藤優里」                     |           |            | 松本千晶             | 5:06 |
| 8.        | 「鈴木絢音」                     |           |            | 野村建宇、大石タケシ | 3:01 |
| 9.        | 「中田花奈」                     |           |            | 山本篤彦             | 4:25 |
| 10.       | 「堀未央奈」                     |           |            | 月田茂、柴谷麻以     | 5:05 |
| 11.       | 「山崎怜奈」                     |           |            | 三枝友彦             | 3:38 |
| 12.       | 「向井葉月」                     |           |            | 矢野友里恵、山口健人 | 2:23 |
| 13.       | 「吉田綾乃クリスティー」         |           |            | 小船清次             | 4:32 |
| 14.       | 「与田祐希」                     |           |            | 月田茂、柴谷麻以     | 5:12 |
| 合計時間: | 合計時間:                        | 合計時間: | 64:06      |                      |      |

### 通常盤
| #         | タイトル                              | 作詞      | 作曲         | 編曲           | 時間  |
| --------- | ------------------------------------- | --------- | ------------ | -------------- | ----- |
| 1.        | 「インフルエンサー」                  | 秋元康    | すみだしんや | APAZZI         | 4:30  |
| 2.        | 「人生を考えたくなる」                | 秋元康    | 片桐周太郎   | 片桐周太郎     | 4:29  |
| 3.        | 「当たり障りのない話」                | 秋元康    | 小網準       | 野中“まさ”雄一 | 4:30  |
| 4.        | 「インフルエンサー off vocal ver.」   |           | すみだしんや | APAZZI         | 4:30  |
| 5.        | 「人生を考えたくなる off vocal ver.」 |           | 片桐周太郎   | 片桐周太郎     | 4:29  |
| 6.        | 「当たり障りのない話 off vocal ver.」 |           | 小網準       | 野中"まさ"雄一 | 4:28  |
| 合計時間: | 合計時間:                             | 合計時間: | 合計時間:    | 合計時間:      | 26:56 |

### Special Edition
| #         | タイトル               | 作詞      | 作曲                     | 編曲               | 時間  |
| --------- | ---------------------- | --------- | ------------------------ | ------------------ | ----- |
| 1.        | 「インフルエンサー」   | 秋元康    | すみだしんや             | APAZZI             | 4:30  |
| 2.        | 「人生を考えたくなる」 | 秋元康    | 片桐周太郎               | 片桐周太郎         | 4:29  |
| 3.        | 「意外BREAK」          | 秋元康    | すみだしんや             | 華原大輔           | 4:15  |
| 4.        | 「Another Ghost」      | 秋元康    | 前迫潤哉、Yasutaka.Ishio | Yasutaka.Ishio     | 3:53  |
| 5.        | 「風船は生きている」   | 秋元康    | 泉佳伸、三好翔太         | 早川博隆、三好翔太 | 4:33  |
| 6.        | 「三番目の風」         | 秋元康    | 丸谷マナブ               | 丸谷マナブ         | 5:07  |
| 7.        | 「当たり障りのない話」 | 秋元康    | 小網準                   | 野中“まさ”雄一     | 4:30  |
| 合計時間: | 合計時間:              | 合計時間: | 合計時間:                | 合計時間:          | 31:17 |

## 歌唱メンバー

### インフルエンサー
（センター：白石麻衣・西野七瀬）
- 3列目：新内眞衣、井上小百合、寺田蘭世、北野日奈子、伊藤万理華、星野みなみ、斉藤優里、樋口日奈、中田花奈[10]
- 2列目：若月佑美、高山一実、生駒里奈、生田絵梨花、松村沙友理、桜井玲香[10]
- 1列目：秋元真夏、堀未央奈、西野七瀬、白石麻衣、齋藤飛鳥、衛藤美彩[10]

今作は前作の「サヨナラの意味」から2人多い21人選抜で、発売時点ではグループとして過去最多である。福神は1列目と2列目を合わせた12名が「十二福神」となった。寺田蘭世は初選抜、中田花奈は6thシングル「ガールズルール」以来11作ぶり、樋口日奈は8thシングル「気づいたら片想い」以来9作ぶり、斉藤優里は12th「太陽ノック」以来5作ぶりの選抜復帰。生駒里奈は12th「太陽ノック」、桜井玲香は15th「裸足でSummer」以来の福神復帰。堀未央奈は8th「気づいたら片想い」以来、秋元真夏は初の1列目となった。
前作「サヨナラの意味」限りで卒業した橋本奈々未と、このシングルの期間中は活動休止した中元日芽香以外の17人は前作から引き続き選抜入りした。

### 人生を考えたくなる
（ユニット：女子校カルテット）
- 秋元真夏、桜井玲香、中田花奈、若月佑美[45]

### 意外BREAK
（ユニット：姉御坂）
- 衛藤美彩、白石麻衣、高山一実、松村沙友理[45]

### Another Ghost
（ユニット：ナスカ）
- 伊藤万理華、齋藤飛鳥、西野七瀬[45]

### 風船は生きている
（センター：渡辺みり愛）
- 伊藤かりん、伊藤純奈、川後陽菜、川村真洋、斎藤ちはる、相楽伊織、佐々木琴子、鈴木絢音、能條愛未、山崎怜奈、渡辺みり愛、和田まあや

アンダーメンバーによる楽曲。

### 三番目の風
（センター：大園桃子）
- 伊藤理々杏、岩本蓮加、梅澤美波、大園桃子、久保史緒里、阪口珠美、佐藤楓、中村麗乃、向井葉月、山下美月、吉田綾乃クリスティー、与田祐希[45]

3期生による楽曲。

### 当たり障りのない話
（ユニット：かすみ草）
- 生駒里奈、井上小百合、星野みなみ、堀未央奈[45]